# Ah les femmes !
Pour plus de détails, voir Fiche technique et Distribution.
Ah les femmes ! (Allotria) est un film allemand réalisé par Willi Forst sorti en 1936.

## Synopsis
David, pilote, et Philipp, propriétaire terrien, sont des amis qui ont juré de ne jamais tomber amoureux de la même femme. Mais ils le deviennent en même temps de la vamp Aimée. Toutefois, les deux hommes aiment d'autres femmes en réalité. Cela aboutit à un carrousel de complications qui finit par former trois couples heureux.

## Fiche technique
- Titre français : Ah les femmes ![1]
- Titre original : Allotria
- Réalisation : Willi Forst assisté de Viktor Becker et de Carl W. Tetting (de)
- Scénario : Willi Forst, Jochen Huth
- Photographie : Werner Bohne (de), Ted Pahle
- Montage : Hans Wolff
- Musique : Peter Kreuder
- Son : Karl Becker-Reinhardt
- Direction artistique : Kurt Herlth, Werner Schlichting
- Costumes : Walter Leder, Elisabeth Massary, Fritz Schilling, Justine Schulz
- Producteur : Fritz Klotzsch (de)
- Sociétés de production : Cine-Allianz Tonfilm (de)
- Société de distribution : Tobis Europa-Film AG
- Pays d'origine :  Reich allemand
- Langue : allemand
- Format : Noir et blanc - 1,37:1 - Mono - 35 mm
- Genre : Comédie
- Durée : 94 minutes
- Dates de sortie :
  - Troisième Reich : 12 juin 1936.
  - France : 26 juin 1936[1].
  - Danemark : 12 octobre 1936.
  - Finlande : 12 novembre 1936.

## Distribution
- Renate Müller : Viola
- Jenny Jugo : Gaby
- Hilde Hildebrand : Aimée
- Adolf Wohlbrück : Philipp
- Heinz Rühmann : David
- Will Dohm (de) : Le valet de chambre
- Heinz Salfner (de) : Le père de Gaby
- Julia Serda : La passagère du bateau
- Erich Dunskus : Le douanier
- Toni Tetzlaff (de) : La fille à côté de Gaby
- F. W. Schröder-Schrom : Un passager

## Crédit d'auteurs
- (de) Cet article est partiellement ou en totalité issu de l’article de Wikipédia en allemand intitulé « Allotria » (voir la liste des auteurs).